# Podhorodyszcze
Podhorodyszcze – wieś w hromadzie Bóbrka, rejonie lwowskim (do 2020 w rejonie przemyślańskim) obwodu lwowskiego. 
W II Rzeczypospolitej miejscowość była siedzibą gminy wiejskiej Podhorodyszcze. Wieś liczy 696 mieszkańców.